# Малахто
Малахто (груз. მალახტო) — блюдо грузинской кухни из зелёной фасоли с добавлением грецкого ореха и зелени. Обычно малахто подают к столу в холодном виде.

## Приготовление
Перед приготовлением фасоль промывают в холодной воде, отделив твёрдый стебель. Очищенную фасоль варят на медленном огне 40—50 минут. Грецкий орех, зубчик чеснока и зелень (кинза, базилик) измельчают в мясорубке, затем полученную массу смешивают с фасолью. Для более насыщенного вкуса перед подачей блюда в него добавляют сок недоспелого винограда.
Подают блюдо в холодном виде, поэтому после приготовления следует оставить его на 15 минут остыть. Часто малахто подаётся с мчади.